# تربت
تُربت هي مدينة في باكستان، وهي ثاني أكبر مدينة في إقليم بلوشستان بعد مدينة كويته. وتُعتبر تُربت واحدة من أكثر المدن في باكستان والتي تعرف ارتفاعاً كبيراً في درجة الحرارة.

## النقل والمواصلات
تتوفر تُربت على مطار تربت الدولي التي يقدم رحلات جوية داخلية ودولية.